# Политическая партия
Полити́ческая па́ртия (Πολιτική с др.-греч. — «искусство управления государством», pars с лат. — «часть») — объединённая группа людей, непосредственно ставящая перед собой задачи овладеть политической властью в государстве или принять в ней участие через своих представителей в органах государственной власти и местного самоуправления, по своим стремлениям.
Большинство партий имеют программу — выразитель той или иной идеологии, перечень её целей и способов их достижения. Отличительными признаками политической партии являются:
1. Наличие руководящих органов и партийного аппарата, в той или иной степени разветвлённой системы местных организаций;
2. Наличие программы, отражающей цели партии и средства их достижения;
3. Агитационно-пропагандистская деятельность с целью привлечения сторонников и внимания.

Политическая партия — иерархическая политическая организация, объединяющая на добровольной основе лиц с общими социально-классовыми, политико-экономическими, национально-культурными, религиозными и иными интересами и идеалами, ставящая перед собой цель завоевания политической власти или участие в ней.

## Классификация партий
Политические партии классифицируют на:
1. Социально-классовый критерий:
  1. буржуазные
  2. трудящиеся
  3. партии меньшинств
  4. бюрократические
  5. всеклассовые
2. По организации (критерии Дюверже):
  1. массовые
  2. кадровые
3. По степени участия во власти:
  1. правящие
  2. системнооппозиционные
  3. несистемнооппозиционные
  4. маргинальные
4. По месту в партийном спектре:
  1. правые
  2. центристы
  3. левые
  4. смешанные
  5. радикальные (ультраправые и ультралевые)
5. По организационной структуре:
  1. классического типа
  2. движенческого типа
  3. политический клуб
  4. авторитарно-собственнического типа
  5. основанные на декларативном членстве
6. По отношению к власти и праву:
  1. легальные
  2. нелегальные
  3. полулегальные

Ранее, на конец XIX столетия, партии классифицировались на:
- консервативные[1];
- конституционно-демократические[2];
- республиканские[3];
- и другие.

## Идеальные типы партий
Политологи Ричард Гантер и Ларри Даймонд выделили пять различных видов «идеальных» политических партий:
- партии элиты;
- народные[4]/массовые партии;
- этнически-направленные партии;
- избирательные объединения;
- партии тех или иных движений.

Каждый из этих типов также имеет дальнейшие ответвления: например, избирательные объединения делятся на 1) индивидуальные, 2) партии большинства (англ. catch-all), 3) программные объединения. В частности, Демократическую партию США относят ко второму типу, а Республиканскую партию США — к третьему.
Современные партии берут своё начало в XIX веке. Это было связано с введением в ряде западных стран всеобщего избирательного права, ознаменовавшем приобщение широких слоёв населения к решению важнейшего вопроса политической жизни — утверждения государственной власти посредством выборов.
В Европе в середине XIX века либералы первыми создали свои организации с собственной идеологией и фракциями в парламенте. Первыми такими организациями стали Прогрессивная партия в Германии, Бельгийская либеральная партия и др. По их примеру подобные организации создали и консерваторы, например «Клуб консерваторов» в Англии. И те, и другие довольно долго считали себя не партиями, а объединениями единомышленников. Дальнейшее расширение избирательного права подтолкнуло их организационно укрепить свои партии.
Следует различать партии, возникшие в качестве парламентских партий в рамках самого парламента, и внепарламентские партии. Первые возникли сравнительно рано и рассматривались как часть конституционного механизма. Затем формировавшиеся в обществе группы стали принимать эти партии как выразителей своих интересов. Сами партии, в свою очередь, предпринимали усилия по привлечению в свои ряды членов, а также по организации поддержки среди этих групп. Такой именно путь проделала, например, консервативная партия Великобритании, которая сформировалась в структурах парламента. Наоборот, лейбористская партия Великобритании первоначально сложилась как внепарламентская организация в недрах английского рабочего движения и лишь позже стала парламентской партией. В континентально европейских странах, где традиция конституционной оппозиции привилась сравнительно позже, большинство партий возникли вне парламента — первоначально из разного рода клубов, студенческих организаций, профсоюзов, крестьянских кооперативов и т. д.
Французская революция, которая стала переломным этапом в переходе от феодализма к капитализму, дала сильнейший толчок образованию на Европейском континенте разнородных консервативных группировок, именовавших себя «аристократами», «роялистами», «придворными партиями», а во второй половине XIX-начале XX в. сформировались и консервативные партии. Они, по сути дела, возникли в качестве реакции и противовеса либеральным партиям.
Несколько позже стали возникать партии, в основу организации которых было положено стремление объединить массы трудящихся, прежде всего рабочий класс для борьбы против своих эксплуататоров, существующих капиталистических социально-политических порядков и создание нового, свободного от классовых антагонизмов, общества. К числу таких партий относятся в первую очередь социалистические и социал-демократические партии, быстрый рост которых связан с деятельностью 2-го Интернационала. Эти партии возникли и развивались на основе марксистской идеологии и на первом этапе своей деятельности не стремились к участию в избирательных кампаниях с целью победы на выборах и получения, таким образом, права на власть. Да и реальных возможностей для этого у них ещё не было. Лишь позднее, укрепившись, они включились в парламентскую деятельность и то сначала, прежде всего, для пропаганды своих программных установок. Эти партии по своему происхождению были связаны со строго социальной и идеологической ориентированностью.
Рабочие партии возникли в борьбе с капиталистической системой, аграрные партии — как реакция против индустриального развития, христианские партии — в борьбе против секулярных, антиклерикальных движений, коммунистические — против монархических и либеральных движений, а фашистские — против демократии во всех её формах и так далее.
Те слои общества, среди которых партия пользуется наибольшим влиянием и которые поддерживают её на протяжении длительного времени, составляют её социальную базу, а избиратели, регулярно отдающие ей голоса на выборах — её электорат.
Традиционной социальной базой социал-демократических и коммунистических партий в Европе был рабочий класс; либерально-демократические поддерживали средние слои (служащие, интеллигенция, мелкие предприниматели и так далее); аграрные партии опирались на крестьянство; партии, занимавшие консервативные позиции, получали поддержку крупных собственников, части крестьянства и средних слоёв.
Каждая партия создавалась для защиты интересов определённой социальной группы. Постепенно она привлекала к себе все новые и новые слои избирателей. В результате партии стали в большинстве своём объединениями, в которых в том или другом сочетании представлены интересы различных социальных групп. По этой причине партии, как правило, неоднородны и имеют внутри себя фракции — группы, выдвигающие программы, отличные от общей программы партии. Политика партии вырабатывается в ходе внутрипартийной борьбы между различными фракциями и течениями.

## Партийные системы
В беспартийной системе либо не существует официально зарегистрированных политических партий, либо закон запрещает появление последних. В беспартийных выборах каждый кандидат выступает за себя и, таким образом, является ярким и самостоятельным политиком. Исторический пример подобной системы — администрация Джорджа Вашингтона и самые первые созывы Конгресса США.
На сегодня существует несколько «беспартийных» государств. Это, как правило, по форме правления абсолютные монархии: Оман, Объединённые Арабские Эмираты, Иордания, Бутан (до 2008 г.). В этих странах существует либо прямой запрет на политические партии (Гана, Иордания), либо отсутствуют соответствующие предпосылки для их создания (Бутан, Оман, Кувейт). Сходной может быть ситуация при влиятельном главе государства, когда разрешённые партии играют небольшую роль (Ливия на рубеже XX—XXI вв.).
В однопартийной системе официально разрешена только одна политическая партия; её власть закреплена законодательно и является неоспоримой. Существует вариация этой системы, когда существуют также мелкие партии, от которых законодательно требуется признавать лидерство основной партии. Нередко при подобном раскладе положение внутри партии может быть важнее положения в государственном аппарате. Классический пример страны с однопартийной системой — СССР (однако в СССР официального запрета на другие партии никогда не было).
В системах с правящей партией деятельность партий разрешена, регулярно проводятся выборы, общество имеет демократические традиции. Несмотря на присутствие оппозиции, правящая партия побеждает на выборах, постоянно обновляя свой кадровый потенциал, программу, опережая оппозицию в разработке новых идей. Пример из новейшей истории — Япония в лице Либерально-Демократической Партии, а также Россия в начале XXI века.
Двухпартийная система характерна для таких государств, как США и Ямайка. При этом есть две доминирующие партии (реже их также называют правящими), а также сложились такие условия, при которых одна партия практически не имеет возможности получить необходимый перевес над другой. Возможным вариантом может быть также одна сильная левая и одна сильная правая партии. Отношения в двухпартийной системе были впервые подробно описаны Морисом Дюверже и носят название закона Дюверже.
В многопартийных системах есть несколько партий, имеющих реальные шансы на широкую поддержку населения.
В государствах, подобных Канаде и Великобритании, могут быть две сильные партии и третья, достигающая достаточных успехов на выборах, чтобы составить реальную конкуренцию первым двум. Она нередко занимает второе место, но практически никогда официально не возглавляла правительство. Поддержка этой партии может в некоторых случаях перевесить чашу весов в остром вопросе в ту или иную сторону (таким образом, третья партия также обладает политическим влиянием).
В редких случаях (пример: Финляндия) в стране могут быть три одинаково успешные партии, каждая из которых имеет шанс сформировать самостоятельное правительство.
Для значительного числа современных европейских демократий характерен относительно низкий «заградительный барьер» на выборах, что позволяет наиболее репрезентативно отразить в парламенте текущие политические предпочтения. Как результат, в парламент проходит множество партий, ни одна из которых не обладает большинством. В результате переговоров между партиями складывается парламентская коалиция, обладающая большинством и принимающая на себя управление государством. Классическим примером являются политические системы таких европейских стран, как Нидерланды, Бельгия, Дания, Швеция, Чехия, Германия, Италия, Ирландия, Сербия, Латвия, Эстония, Израиль. Издержками подобной политической системы может быть перманентная коалиционная нестабильность, приводящая к частым роспускам законодательного органа и назначению внеочередных выборов.

## Партии и направления
Политические партии нередко ассоциируются с политическим спектром. В одном из них (часто упоминается[где?] при описании политических партий Испании, Италии и т. п.) «левыми» именуются сторонники радикальных перемен, а «правыми» — консерваторы и основоположники идеи сохранения традиций. Более распространена шкала, в которой «левыми» считают коммунистов, социалистов и социал-демократов, а «правыми» — монархистов, консерваторов и фашистов. Существуют партии, находящиеся на стыке левой и правой идеологии. К центристским партиям относят те, которые поддерживают список правил, относящихся к разным частям политического спектра. В большинстве партий существуют фракции, поддерживающие взгляды, несколько отличающиеся от официальной политики партии, — в таком случае говорят о левом или правом «уклоне».

## Финансирование партий
Политические партии спонсируются состоятельными членами партии, а также лицами и организациями, разделяющими с ней свои политические взгляды и которые получат те или иные плюсы от её деятельности. Левые партии (коммунисты, социалисты) традиционно собирают со своих членов регулярные членские взносы, как правило составляющий несколько процентов от ежемесячного дохода. В большинстве политических партий и фракций (особенно в тех, что имеют доступ к непосредственному управлению государством) существует лобби тех или иных интересующихся групп (крупного бизнеса, торговых объединений). Деньги и подарки партия может также получать в качестве вступительного взноса (или, гораздо реже, в виде платы за включение в избирательный список). Это, тем не менее, является потенциальным источником коррупции. В большинстве государств мира запрещается финансирование политических партий и политических общественных организаций из-за границы, уставами которых предусмотрено непосредственное участие в выборах в стране.
В Великобритании было предложено (но не утверждено) финансировать политические партии из бюджета государства. В России поддержку из госбюджета получают партии, добившиеся определённого результата на выборах: для выборов в Государственную Думу этот порог сейчас[когда?] составляет 3 %, что ниже проходного барьера, необходимого для допуска к распределению мест в парламенте.

## Цвета и эмблемы партий
Во всём мире политические партии ассоциируют себя с теми или иными цветами (по большей части затем, чтобы выделяться на выборах). Красный, как правило, является цветом левых партий: коммунистов, социалистов и т. п. Цвета консервативных партий — синие и чёрные. Исключение: в США цвет правоконсервативной Республиканской партии — красный, а леволиберальной Демократической партии — синий.
Розовым обычно отмечаются социал-демократы, жёлтый — цвет либерализма. Зелёный ассоциируется с зелёными (выступающими за защиту окружающей среды) и исламистскими партиями. Пурпурный считается цветом монархии (как и белый), но редко используется современными политическими партиями. Коричневый и (реже) чёрный обычно связываются с фашистскими и неонацистскими партиями, а также чёрный — цвет анархистов.
Классическая эмблема социалистических партий — красная роза, зажатая в кулаке. Коммунисты используют серп и молот. Символы могут серьёзно повлиять на успех партии и нередко связаны с ключевыми вещами в жизни народа. Например, на кенийском референдуме о принятии конституции (2005) сторонники конституции использовали в качестве своего символа банан, а противники — апельсины.

## Цели политических партий
Любая партия непосредственно ставит перед собой задачу овладеть политической властью в стране или принять в ней участие через своих представителей в органах государственной власти и местного самоуправления.
В России, согласно пункту 4 статьи 3 Федерального закона «О политических партиях», основными целями партий являются:
- формирование общественного мнения;
- политическое воспитание и образование граждан;
- выражение мнений граждан по любым вопросам общественной жизни, доведение этих мнений до сведения широкой общественности и органов государственной власти;
- выдвижение кандидатов (списков кандидатов) на выборах различного уровня.

Прочие цели определяются политической программой партии.

## Названия политических партий
Название партии может иметь смысловую нагрузку, а может представлять произвольный набор слов. может отражать партийную идеологию и так далее и тому подобное, например Коммунистическая партия, «Союз правых сил», основную цель (задачу) возможной деятельности партии (Российская сетевая партия поддержки малого и среднего бизнеса, Партия Возрождения России); социальную (Партия пенсионеров), национальную (Русская партия), религиозную (Христианский демократический союз) или иную группу, интересы которой партия отстаивает. Название партии может отражать историю её возникновения, как это было в случае с «Единой Россией»: первоначальное наименование партии, «Всероссийская политическая партия „Единство и Отечество — Единая Россия“» отразило в себе названия учредителей — объединений «Единство», «Отечество» и «Вся Россия». Названием может быть и просто запоминающийся бренд, не несущий особой смысловой нагрузки. Существуют также иные подходы к именованию партий, например, использование начальных букв имен или фамилий основателей («Яблоко» — Явлинский, Болдырев, Лукин).
Наименование российской политической партии состоит из двух частей: указание на организационно-правовую форму «политическая партия» и название партии. В наименованиях политических партий встречается тавтология, например Политическая партия «Коммунистическая партия Российской Федерации». Наименование некоторых партий не содержит в названии слова «партия» (Политическая партия «Русское национальное единство»). Наименования партий также могут быть краткими и ёмкими. Тавтология в наименовании, видимо, связана с периодом, когда отсутствовал закон о политических партиях, и не была упорядочена процедура создания политической партии. Партии существовали тогда в форме политических общественных объединений и соответственно их наименования содержали в себе указание только на эту организационную форму. Для того чтобы показать, что объединение является политической партией, а не иной общественной организацией, непосредственно в название политического общественного объединения включалось слово «партия». Некоторые политические партии носили «исторические» названия, например Коммунистическая партия или Социал-демократическая партия России. Для политических партий характерно указание на свою организационно-правовую форму непосредственно в названии партии.
Российская политическая партия может использовать в своём названии слова «Россия», «Российская Федерация» и образованные на их основе слова и словосочетания. При этом она освобождается от уплаты государственной пошлины за использование наименований «Россия», «Российская Федерация» и их производных (п. 1) ч. 1 статьи 333.35 Налогового кодекса РФ). В Республике Беларусь наоборот установлен запрет на использование в названии политической партии слов «Республика Беларусь», «Беларусь», «национальный» и «народный», если иное не определено Президентом Республики Беларусь (абзац 4 статьи 14 Закона Республики Беларусь от 5 октября 1994 г. «О политических партиях»).
Закон[чей?] о политических партиях не содержит запрета на использование названий других государств, то есть название политической партии может даже совпадать с названием иностранного государства, хотя данный запрет установлен в отношении символики политических партий. Законы стран СНГ о политических партиях этот вопрос обходят стороной.
В отдельных европейских государствах (Великобритания, Словения, Хорватия) установлено что наименование политической партии не может содержать названий иностранных государств. Например, в Великобритании политическая партия в своем наименовании может использовать только слова «Британия», «британский», «Англия», «английский», «национальный», «Шотландия», «шотландцы», «шотландский», «Соединённое королевство», «Уэльс», «уэльский», «Гибралтар», «гибралтарский» и их производные комбинации . Такой разброс связан в первую очередь с тем, что в Великобритании разрешено создавать региональные политические партии.
Наименование партии может иметь смысловую нагрузку, а может представлять произвольный набор слов. Нет и ограничения относительно длины наименования (например, в Ирландии партии может быть отказано в регистрации из-за чрезмерно длинного названии: как правило, оно не должно состоять более чем из 6 слов).

## Международные политические объединения
В течение XIX и XX веков, многие национальные политические партии сформировали международные организации со схожей политической линией. Яркие примеры: Интернационал Рабочих (также именуется Первым Интернационалом), Социалистический Интернационал (Второй Интернационал), Коммунистический Интернационал (Третий Интернационал) и Четвёртый интернационал.

## Организация и структура политической партии
В разных странах существуют разные подходы к организации работы политических партий. В России и многих других странах существует фиксированное членство, в то же время в США фиксированного членства в партиях нет. В России структура партии строится по примерно одинаковой системе на трёх уровнях: партия — региональные отделения — местные отделения. На уровне самой партии высшим органом является съезд, формирующий постоянно руководящие органы, на уровне региона — собрание (конференция) и руководящие органы регионального отделения. Определённые требования к структуре и руководящим органам содержит закон № 95-ФЗ «о политических партиях», предписывающий наличие региональных отделений, коллегиальных органов управления и руководящую роль съезда.

## По странам

### В России
По действующему законодательству ФЗ-95, политическая партия есть «общественное объединение, созданное в целях участия граждан Российской Федерации в политической жизни общества посредством формирования и выражения их политической воли, участия в общественных и политических акциях, в выборах и референдумах, а также в целях представления интересов граждан в органах государственной власти и органах местного самоуправления.» Закон «О политических партиях» (ст. 3, п. 2) определяет, среди прочего, что политическая партия должна иметь региональные отделения не менее, чем в половине субъектов Российской Федерации, иметь не менее пятидесяти (с 2010 года — сорока)  Архивная копия от 11 октября 2012 на Wayback Machine тысяч (с 2 апреля 2012 года — 500) членов, её руководящие и иные органы должны находиться на территории Российской Федерации.
В России политические партии обладают правом выдвигать кандидатов на любые выборные должности и в любые представительные органы, и исключительным правом выдвигать списки кандидатов при проведении выборов в Государственную думу, а также при проведении выборов в законодательные (представительные) органы субъектов Российской Федерации по пропорциональной системе.
Согласно статье 30 Конституции РФ, политические партии создаются свободно, без каких-либо разрешений на учредительном съезде или конференции партии. Членство в партии, согласно той же статье, добровольно, и никто не может быть принужден к вступлению в партию или лишен возможности выхода из неё. Свобода вступления в партию ограничена законом в отношении некоторых должностных лиц (судей, военнослужащих).
Наряду со свободой создания и деятельности партий, их равенством, государственной поддержкой, правовой статус партий включает их обязанности перед обществом и государством, финансовую прозрачность, соответствие программных установок и деятельности конституционному правопорядку. Конституция запрещает создание и деятельность политических партий, цели и действия которых направлены на насильственное изменение основ конституционного строя и нарушение целостности РФ, подрыв безопасности государства, создание вооруженных формирований, разжигание социальной, расовой, национальной и религиозной розни (статья 13, часть 5).
23 марта 2012 года Государственной думой были приняты поправки к Федеральному закону ФЗ-95 «О политических партиях», упрощающие регистрацию политических партий. В частности после принятых поправок в законе для регистрации политической партии требуется не менее 500 человек по России, для регистрации регионального отделения не менее двух человек. Также непарламентские партии были освобождены от сбора подписных листов и денежного залога для выдвижения собственных кандидатов и участии самой партии в выборах.
Согласно частному соцмониторинговому опросу ВЦИОМ в мае 2014 года, 39 % россиян не понимают, зачем нужны партии.